# كويزنوز
كويزنوز (بالإنجليزية: Quiznos) هي سلسلة مطاعم وجبة سريعة مقرها في دنفر بولاية كولورادو ويعتبر ثاني أكبر سلسلة مطاعم في أمريكا الشمالية يقدوم السندويشات بنفس طريقة صب واي.

## تاريخ
تأسست أولى مطاعم كويزنوز في عام 1981 في حي كابيتول هيل في مدينة دنفر بولاية كولورادو الأمريكية على يد جيمي لامباتوس الذي كان يعمل طاهيًا في شركة كولورادو ماين كو. اشتهرت كويزنوز بتقديم الشطائر المحمصة كما احتوت قوائم طعامها على أنواع مختلفة من السلطات والحساء والحلويات.
وفي عام 1991 بيعت سلسلة مطاعم كويزنوز لكل من ريك وريتشارد شادن بعد عشر سنوات من تأسيسها.
طرحت كويزنوز مليون سهمًا من أسهمها للاكتتاب العام في فبراير 1994 بسعر أولي بلغ 5 دولارات أمريكية للسهم الواحد، حققت الشركة في نفس العام عائدًا قدر بحوالي 4.4 مليون دولار أمريكي. وفي نهاية عام 1995 كان هناك 103 مطعمًا لكويزنوز في مواقع مختلفة، عادت كويزنوز كشركة خاصة مرة أخرى في عام 2001.

## الفروع والمواقع

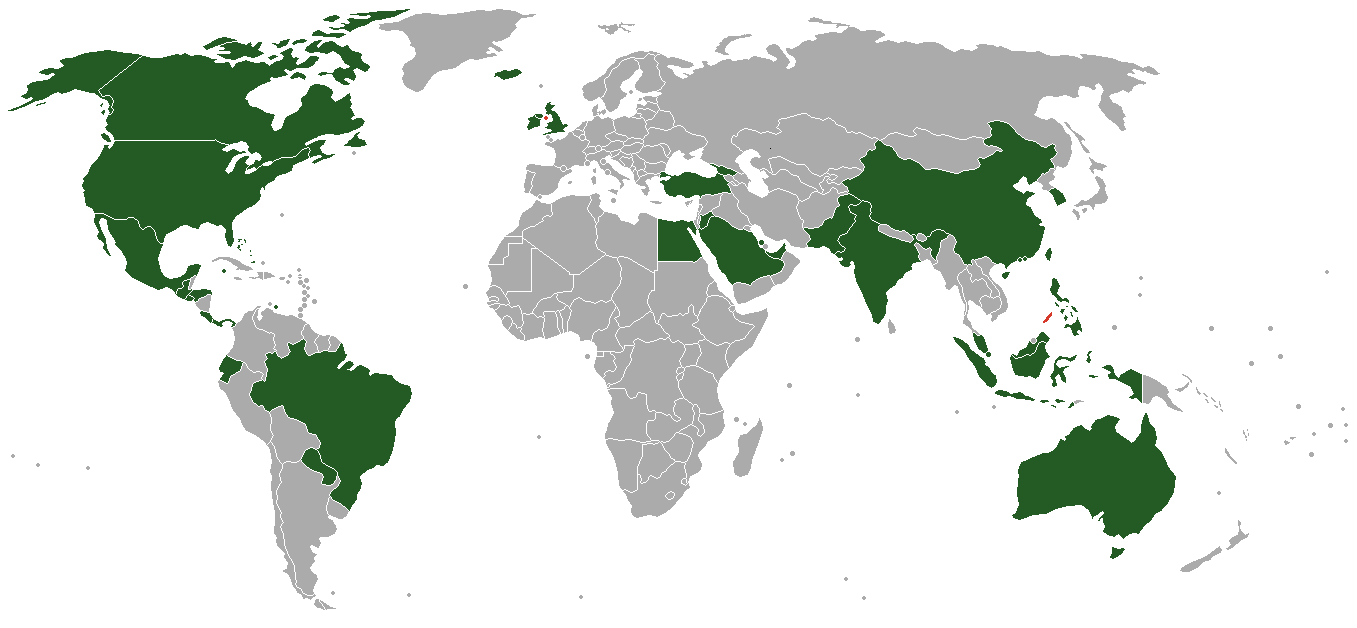
أماكن تواجد مطاعم كويزنوز حول العالم

بدأت سلسلة مطاعم كويزنوز في بيع امتيازات استعمال علامتها التجارية في عام 1983 لتسهيل توسع وانتشار السلسلة في المزيد من المواقع، ولم تمضي سوى أربعة أعوام على بيعها لأول امتياز تجاري حتى أصبح هناك 12 مطعمًا يحمل علامة كويزنوز التجارية في أنحاء الولايات المتحدة الأمريكية. أسست الشركة أول فرع لها خارج الولايات المتحدة الأمريكية في مدينة فانكوفر في كندا عام 1996، ثم اتسع نشاط الشركة لتنشئ فروعًا وتخصص امتيازات للسلسلة في العديد من دول أمريكا الجنوبية وأوروبا وآسيا والشرق الأوسط، كان أول فروعها في أوروبا هو المطعم الذي افتتحته في مدينة بيتربورو بالمملكة المتحدة في عام 2001. افتتحت كويزنوز أول مطعم لها في المكسيك في مدينة مونتيري في عام 2002. بلغ انتشار وتوسع أنشطة الشركة ذروته في عام 2007 عندما أصبح هناك 5000 مطعمًا لكويزنوز في جميع أنحاء العالم، قبل أن تضطر خلال فترة الكساد الكبير التي تلت أزمة الغذاء العالمية في عام 2009 إلى إغلاق 1000 فرع في الولايات المتحدة الأمريكية وحدها، وفي مايو 2018 أصبحت كويزنوز تمتلك 1500 موقع في جميع أنحاء الولايات المتحدة الأمريكية.

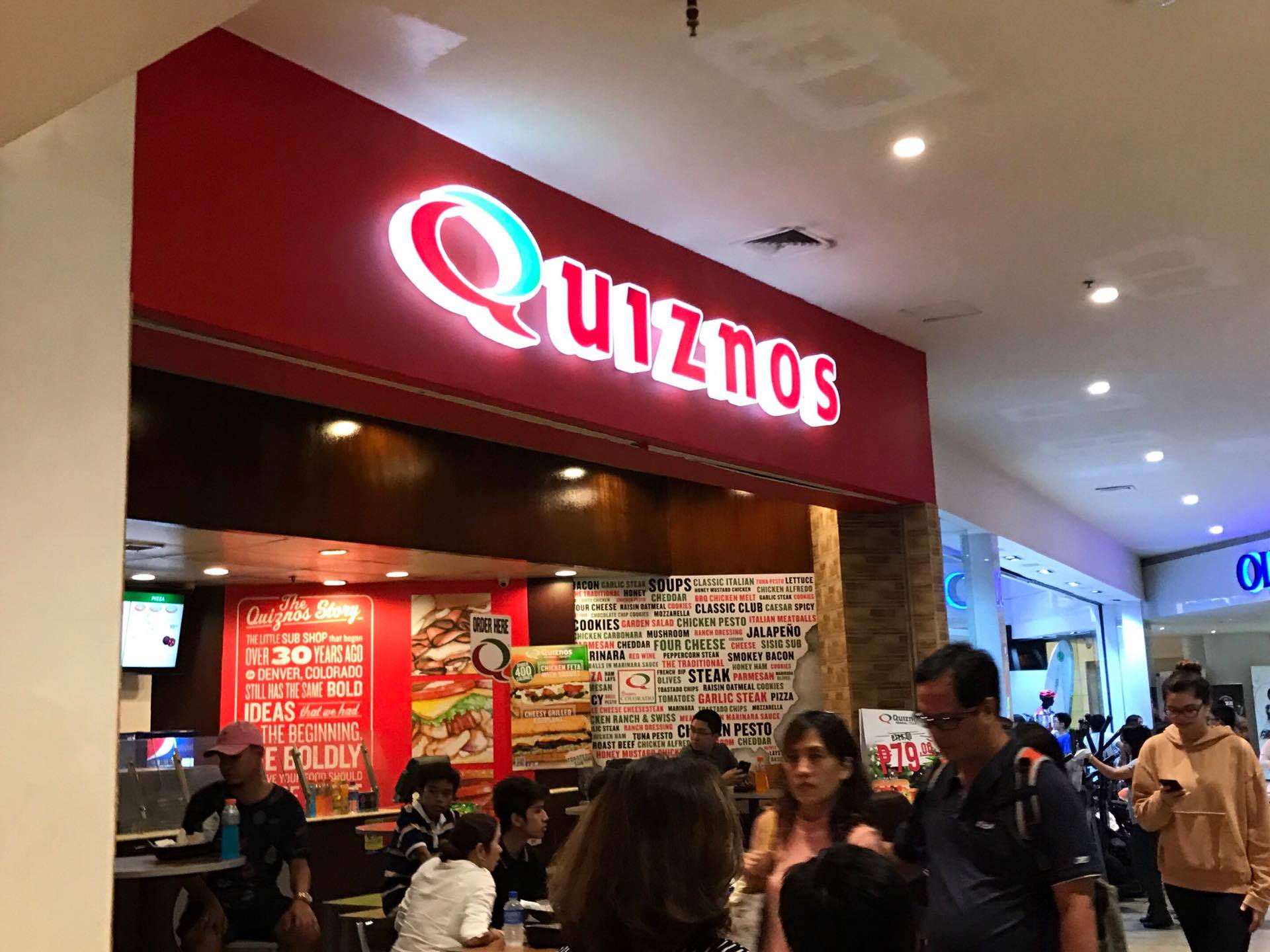
أحد أولى مطاعم كويزنوز التي افتتحت في الفلبين

في آسيا افتتحت كويزنوز أول فروعها في الهند في مدينة حيدر أباد عام 2011، تلاه افتتاح أول فروعها في الفلبين في عام 2012، وافتتحت أول فرعين لها في روسيا بمدينة سان بطرسبرغ في عام 2013، ثم أولى فروعها في العراق وباكستان وتايوان والإمارات العربية المتحدة في عام 2014.
حصلت مطاعم وينديز على امتياز تجاري يسمح لها باستعمال علامة كويزنوز التجارية في أستراليا ونيوزيلندا لكنها لم توفق في افتتاح مطاعم للسلسلة في أي من البلدين.

## وصلات خارجية
- الموقع الرسمي لشركة كويزنوز

(بالإنجليزية)